# Liste der Flaggen im Oberbergischen Kreis
| Kreis                | Hissflagge | Banner | Kommentare |
| -------------------- | ---------- | ------ | --- |
| Oberbergischer Kreis |            |        | Der Kreis führt folgendes Wappen: „Das Wappen des Kreises zeigt unter dem goldenen (gelben) Schildhaupt einen in drei Reihen in Rot und Silber (Weiß) geschachten Balken gespalten von Rot nach Silber (Weiß). Vorne eine silberne (weiße) Burg mit einem hohen dreifenstrigen linken und einem niedrigeren zweifenstrigen rechten Zinnenturm, ein spitzgiebeliges Haus mit offen rotem Tor und schwarzem Giebelfenster flankierend. Hinten ein zweigeschwänzter blau bekrönter, blau bezungter und blau bewehrter roter Löwe.“ (verliehen zuerst am 16. Juli 1938 und später erneut am 10. Februar 1976) […] „Der Kreis führt eine Flagge im Verhältnis 11:4 mit den Grundfarben rot-weiß und dem Kreiswappen etwas zur Stange hin verschoben.“ „Der Kreis führt ein Banner im Verhältnis 37:15 mit den Grundfarben rot-weiß und dem Kreiswappen etwas oberhalb der Mitte.“ (Flagge und Banner genehmigt am 10. Februar 1976) |

Wichtiger Hinweis
Zur Zeit der Erstellung dieses Artikels (Januar 2013) befinden sich darin nur wenig Flaggenabbildungen, dafür aber die Platzhalter  für Hissflaggen und  für Banner. Entsprechende Platzhalter  sind auch auf den Wappenlisten üblich und eine Aufforderung, die noch fehlenden Abbildungen zu finden oder zu erstellen und hochzuladen.

## Städte und Gemeinden
| Stadt oder Gemeinde    | Hissflagge                         | Banner                        | Zitate aus den Hauptsatzungen der Gemeinden und Städte |
| ---------------------- | ---------------------------------- | ----------------------------- | --- |
| Stadt Bergneustadt     |                                    |                               | Die Stadt führt ein Wappen, ein Dienstsiegel und eine Flagge. Das Wappen zeigt auf quergeteiltem Schild im oberen Feld einen zweireihigen Schachbalken in Silber und Rot auf goldenem Grund, im unteren roten Feld einen doppelt - gezinnten silbernen Querbalken. Das Wappen wird von einer dreitürmigen Mauerkrone mit Tor geziert. […] Die am 20. April 1953 vom Innenminister des Landes NW genehmigte Flagge […] zeigt die Farben gelb und rot. |
| Gemeinde Engelskirchen |                                    |                               | Der Gemeinde ist mit Urkunde des Regierungspräsidenten in Köln vom 24. März 1976 das Recht zur Führung eines Wappens verliehen worden. Beschreibung des Wappens: Geteilt; oben in Silber (Weiß) ein wachsender, blaubewehrter, bezungter und bekrönter, zwiegeschwänzter roter Löwe; unten von Silber (Weiß) und Rot in 3 Reihen zu 6 Plätzen geschacht. Der Gemeinde ist ferner mit Urkunde des Regierungspräsidenten in Köln vom 24. März 1976 das Recht zur Führung einer Flagge (als Hissflagge und Banner) verliehen worden. Beschreibung der Flagge: als Banner: Rot-Weiß-Rot im Verhältnis 1:4:1 längsgestreift mit dem über die Mitte nach oben verschobenen Wappenschild der Gemeinde. als Hissflagge: Im waagerecht geteilten, quadratischen Flaggentuch oben in Weiß ein wachsender blaubewehrter, bezungter und bekrönter, zwiegeschwänzter roter Löwe; unten von Weiß und Rot in 3 Reihen zu 6 Plätzen geschacht. |
| Kreisstadt Gummersbach |                                    |                               | Der Stadt Gummersbach ist durch königlichen Erlass vom 27. Juli 1892 das Recht zur Führung eines Stadtwappens verliehen worden. Das Wappen zeigt unter einer dreizinnigen Mauerkrone mit geschlossenem Tor einen auf der Spitze stehenden Dreieckschild, der durch eine senkrechte Linie in zwei Felder geteilt ist. Im heraldisch linken Feld liegen auf Goldgrund drei rot-weiß geschachte Balken übereinander, im rechten Feld auf blauem Grund eine silbergraue Spindel mit abgewickeltem Fadenstück. Die Stadtfarben der Flagge sind blau-gold. In ihr kann das Stadtwappen aufgenommen werden. |
| Stadt Hückeswagen      |                                    |                               | Die Stadtflagge zeigt die Farbe weiß und ist in der Mitte des Feldes mit dem Stadtwappen versehen. Das Stadtwappen, genehmigt lt. Urkunde vom 22. August 1892, zeigt in dem waagerecht gestellten geteilten dreieckigen Schild oben den halbierten nach links springenden limburgisch-bergischen Löwen in rot auf silbernem Grund; unten im schwarzen Felde das silberne Weberschiffchen mit heraushängendem silbernen Faden. Den Schild krönt eine rote Mauer mit dem Toreingang und drei Mauertürmen. |
| Gemeinde Lindlar       |                                    |                               | Die Gemeinde führt ein Wappen, ein Dienstsiegel und eine Flagge. Das Gemeindewappen zeigt in einem Barockschild im oberen silbernen (weißen) Felde den roten, blaubewehrten, wachsenden Bergischen Löwen, im unteren schwarzen Felde eine goldene (gelbe) Waage als Symbol der Gerechtigkeit. […] Die Flagge der Gemeinde zeigt die Farben rot-weiß mit dem Gemeindewappen. |
| Gemeinde Marienheide   | laut Hauptsatzung keine Hissflagge |                               | Der Gemeinde ist mit Urkunde des Preußischen Ministers des Innern vom 26. Oktober 1934 das Recht zur Führung eines Wappens und mit Urkunde des Innenministers des Landes Nordrhein-Westfalen vom 7. August 1958 das Recht zur Führung einer Flagge verliehen worden. Beschreibung des Wappens: In der oberen Hälfte befinden sich auf rotem Grund zwei gekreuzte, silberne Rodehacken mit goldenen Stielen, darüber eine fünfblätterige, silberne Rose mit grünen Kelchblättern und gelbem Blütenstand. Die untere Hälfte ziert auf silbernem Grund ein abgewandelter bergischer Löwe, blaubewehrt, doppelgeschwänzt, rot, mit erhobener rechter Pranke, zum Unterschied vom Wappen von Berg schreitend ohne Krone. Beschreibung der Flagge: Oben in rotem Felde zwei gekreuzte Rodehacken mit gelben Stielen, darüber eine weiße Rose; unten ein schreitender blaubewehrter, doppelgeschwänzter, roter Löwe in weißem Felde (Symbole des Wappens). Die untere Hälfte besteht aus drei gleich langen und gleich breiten Bahnen rot-weiß-rot; die weiße Mittelbahn ist gegen das weiße Feld der oberen Flaggenhälfte nicht abgesetzt. |
| Gemeinde Morsbach      |                                    | laut Hauptsatzung kein Banner | Der Gemeinde ist mit Urkunde des Oberpräsidenten der Rheinprovinz in Koblenz vom 14. August 1937 das Recht zur Führung eines Wappens verliehen worden. Das Wappen zeigt in dem oberen Feld des geteilten Schildes auf silbernem Untergrund einen schreitenden rotbraunen bergischen Löwen mit blauer Krone, blauen Krallen und blauer Zunge, in dem unteren Feld auf mittelblauem Untergrund einen silbernen Bachlauf mit schwarzen Strichen in den Biegungen und drei schwarzen Moorkolben mit je zwei grünen Blättern und grünem Stängel. Der Gemeinde ist durch Genehmigung des Oberkreisdirektors als untere staatliche Verwaltungsbehörde vom 28. Juni 1995 das Recht zur Führung einer Flagge verliehen worden. Die Hissflagge ist zweifarbig in den Farben rot, weiß und rot. Die Farbfelder sind von rot zu weiß zu rot im Verhältnis 1:2:1 längsgestreift; darauf in der Mitte befindet sich das Wappen der Gemeinde Morsbach […]. |
| Gemeinde Nümbrecht     |                                    |                               | Der Gemeinde ist mit Urkunde des Regierungspräsidenten in Köln vom 18. Dezember 1969 das Recht zur Führung eines Wappens verliehen worden. Das Wappen entspricht in Ausführung und Sinnbild dem als Anlage 3 beigefügten Muster.Flagge inoffiiell, durch Foto belegt |
| Stadt Radevormwald     |                                    |                               | Das Wappen der Stadt stellt den roten, blau gekrönten und bewehrten bergischen Löwen dar, der in der rechten Vorderpranke einen goldenen Schlüssel hält. Beschreibung der Flagge [nicht Teil der amtlichen Bekanntmachung]: Flagge und Banner der Stadt zeigt die Farben weiß-rot mit dem Wappen Stadtwappen in der Mitte des Tuches. |
| Gemeinde Reichshof     | laut Hauptsatzung keine Hissflagge |                               | Durch Genehmigungsverfügung des Regierungspräsidenten in Köln vom 11. September 1972 führt die Gemeinde Reichshof ein Siegel, ein Wappen und eine Flagge. […] Das Wappen ist geteilt. Oben ist in Schwarz ein wachsender rotgeschnäbelter goldener (gelber) Adler; unten in Silber (weiß) ein schreitender, silbern- (weiß)- bewehrter roter Löwe. Die Flagge enthält in Rot im Verhältnis 1 : 1 vier weiße Längsstreifen, darüber das Gemeindewappen ohne Schild im Flaggenhaupt. |
| Stadt Waldbröl         |                                    |                               | Der Stadt Waldbröl ist mit Urkunde des Innenministers vom 19. Juli 1952 das Recht zur Führung eines Wappens verliehen worden. Das Wappen zeigt in goldenem Feld auf grünem Boden, durch den ein silberner Bach fließt, einen schwarzen Eichbaum mit grünen Blättern und Früchten. Rechts neben dem Baum ist ein silbernes Schildchen mit einer gestürzten blauen Pflugschar, links ein silbernes Schildchen mit einem roten doppelt geschwänzten blau bewährten und gekrönten Löwen. Der Stadt Waldbröl ist mit Urkunde des Innenministers vom 27. September 1958 das Recht zur Führung einer Flagge verliehen worden. Die Flagge hat unter einem weißen, mit dem Wappen der Stadt belegten Bannerhaupt, eine von zwei grünen Seitenbahnen im Verhältnis 1,8 : 2,4 : 1,8 begleitete, weiße, gegen das Bannerhaupt nicht abgesetzte Längsbahn. |
| Stadt Wiehl            |                                    |                               | Das Wappen der Stadt […] zeigt in rot eine silberne (weiße) Torburg mit einem hohen, dreifenstrigen Zinnenturm auf der linken und einem niedrigen, zweifenstrigen Zinnenturm mit blauer Kuppel auf der rechten Seite. Das spitzgieblige Torhaus trägt ein Fenster über roter, mit goldenem (gelbem) Fallgitter ausgefüllter Toröffnung. Über dem niedrigen Turm schwebt ein silbernes (weißes) Malteserkreuz. Die Flagge wurde am 15. April 1972 genehmigt : "Als Banner: Blau-Gelb im Verhältnis 1:1 längsgestreift mit dem Stadtwappen ohne Schild im Bannerhaupt" |
| Stadt Wipperfürth      |                                    |                               | Nach der kommunalen Neugliederung vom 1. Januar 1975 (Köln-Gesetz vom 5. November 1974) ist der Stadt Wipperfürth durch Urkunde des Regierungspräsidenten Köln vom 9. Dezember 1975 das Recht verliehen worden, das bisherige Wappen, Siegel und die bisherige Flagge zu führen. Wappenbeschreibung In Blau über beiderseits ansteigender silberner (weißer) Zinnenmauer mit einem dreizinnigen Torturm und geschlossenem schwarzen Tor schwebend eine dreitürmige silberne (weiße) Kirche in Seitenansicht; darüber ein silberner (weißer) Schild, darin ein zweigeschwänzter, blau bekrönter, -bewehrter und -bezungter roter Löwe, oben überdeckt mit einem vierlätzigen schwarzen Turnierkragen […]. Flaggenbeschreibung: Als Banner: Rot-weiß im Verhältnis 1 : 1 längsgestreift mit dem etwas über die Mitte nach oben verschobenen Wappenschild der Stadt. |

## Eingemeindete Orte
| Gemeinde                                     | Hissflagge | Banner | Kommentare |
| -------------------------------------------- | ---------- | ------ | --- |
| Eckenhagen am 1. Juli 1969 zu Reichshof      |            |        | Flagge genehmigt am 13. April 1967 durch den Innenminister: "Goldgelb-Grün im Verhältnis 1:1 längsgestreift mit dem Gemeindewappen im roten Bannerhaupt"                 |
| Ründeroth am 1. Januar 1975 zu Engelskirchen |            |        | Flagge genehmigt am 23. Dezember 1960 durch den Innenminister: "Die Hißflagge ist von Gelb und Rot horizontal gestreift. In der Mitte ist das Gemeindewappen aufgelegt." |
| Wiehl am 1. Juli 1969 zu Wiehl               |            |        | Flagge genehmigt am 26. September 1956 durch den Innenminister |